# Zwornik (geografia)

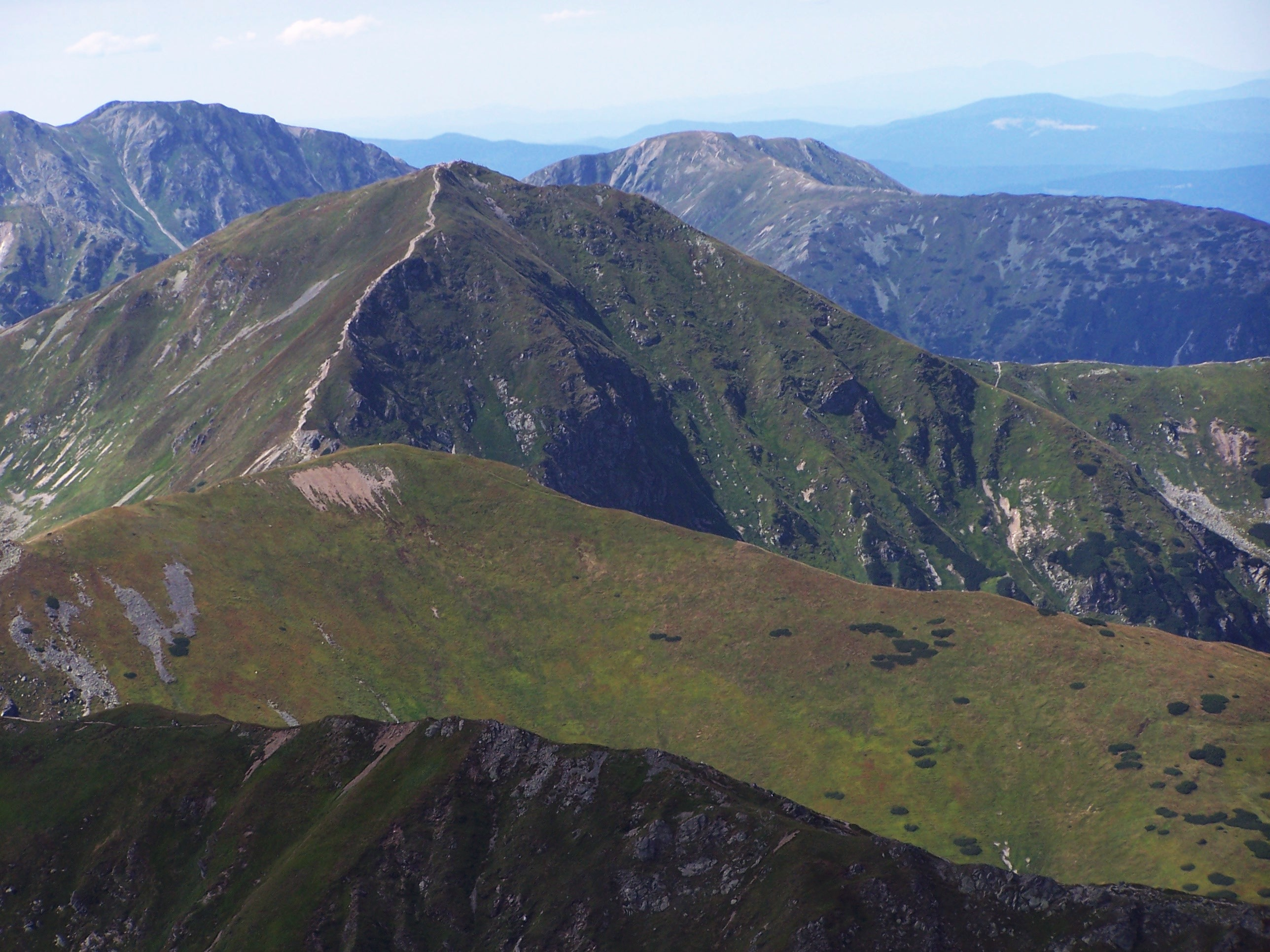
Wołowiec (w środku) – zwornik 3 grani

Zwornik, punkt zwornikowy – miejsce zbiegu przynajmniej trzech wypukłych form ukształtowania terenu jak: grzbiet, grań, żebro, czy też filar. Najczęściej jest to wierzchołek, choć może to być też przełęcz.
Przykłady zworników w polskich Tatrach:
- Świnica
- Zawratowa Turnia
- Skrajny Granat
- Szpiglasowy Wierch
- Cubryna
- Rysy
- Wyżnia Spadowa Przełączka